# Pierrette Dupoyet
Pierrette Dupoyet, née l à Lyon, est une comédienne, dramaturge et metteur en scène française.

## Biographie

### Débuts au théâtre
- Si vous ne connaissez pas le sujet, laissez ce bandeau (vous pouvez alors contacter les auteurs).
- Si vous supprimez le contenu mis en cause (vous pouvez préalablement contacter les auteurs),

argumentez précisément cette suppression dans la page de discussion
(un manque de référence n'est pas un argument ; une recherche réelle de référence doit avoir été effectuée, être formellement documentée).
Pierrette Dupoyet découvre le théâtre à l'âge de 13 ans lors d'une représentation d'un récital Guy de Maupassant au Théâtre des Célestins à Lyon. Elle participe au cours d'art dramatique du Lycée Juliette Récamier et joue par exemple dans Dona Rosita de Garcia LLorca. Elle s'inscrit au Centre d'Études Dramatiques où elle apprend aussi bien la technique orale que le mime, la mise en scène et la chorégraphie. Elle y rencontre le directeur de troupe et dramaturge Gilbert Léautier avec qui elle va s'associer pour créer une compagnie consacrée au théâtre contemporain.

### La compagnie Gilbert Léautier/Pierrette Dupoyet: Le Théâtre du Béguin à Lyon (1967 - 1973)
Pendant 7 ans, à Lyon, Pierrette Dupoyet vit l'expérience de la vie de troupe, avec la trentaine de comédiens du Théâtre du Béguin. C'est pour Pierrette Dupoyet le début des tournées en France et à l'étranger (Grande-Bretagne, Allemagne, Autriche, Belgique, Grèce, Yougoslavie, Norvège, Pays-Bas, Madagascar...). Le répertoire est résolument contemporain. Le Théâtre du Béguin est un théâtre collectif s'inspirant du Living Theatre. Pierrette Dupoyet joue dans les différentes pièces écrites pour la compagnie par Gilbert Léautier.
En 1969, le théâtre du Béguin de Lyon obtient au Festival de Vichy l'Oscar de la création décerné par Jean Vilar pour Marespoir O.O..

### Les années solitaires (à partir de 1975)
À la dissolution du Théâtre du Béguin, Pierrette Dupoyet décide de quitter Lyon et de tenter sa chance à Paris. Elle y joue quatre textes de Gilbert Léautier :
- La Jacassière[4] au Sélénite (édition l'Avant scène)
- La Démarieuse[5] au Théâtre Les Blancs Manteaux (1977) et au Palace (édition l'Avant-scène)
- La Matriarche[6] au Théâtre Campagne Première (édition l'Avant scène)
- La Foraine[7] au Théâtre Marie-Stuart (édition l'Avant scène).

Mais dès 1984, Pierrette Dupoyet décide de faire définitivement "cavalier seul" et d'assumer désormais non seulement l'interprétation mais également l'écriture et la mise en scène de tous ses spectacles.
Pierrette Dupoyet est membre des Écrivains associés du théâtre (E.A.T.) et sociétaire de la Société des auteurs compositeurs dramatiques (SACD).

### Animations
Pierrette Dupoyet propose des animations et conférences sur des thèmes de société, sur de grands auteurs français, ainsi que sur le métier de "comédienne-sans-frontières".

### En milieu carcéral
C'est Lili Leforestier (la mère du chanteur Maxime Leforestier) qui, grâce à l'association Spectacles en Prison permet à Pierrette Dupoyet de pénétrer l'univers carcéral pour la première fois en 1989 avec un spectacle sur l'errance : CHUTT !. La représentation se déroule, ce jour-là, à la maison d'arrêt de Versailles. Depuis, Pierrette Dupoyet a donné de nombreuses représentations en maisons d'arrêts, centrales et maisons pénitentiaires: Tours, Rennes, Nanterre, Lille, Verdun, Ile de la Réunion, Tahiti, Ile Maurice. Un ouvrage est né de ces moments de partage : Une voix dans les murs (Édition La Traverse).

### En milieu scolaire
Pierrette Dupoyet intervient en milieu scolaire par des représentations pour lycéens et collégiens accompagnées de débats sur des thèmes comme  le caractère universel et intemporel du théâtre, l'adaptation scénique d'œuvres non dramatiques ou bien qu'est-ce que le métier d'acteur ?

### Stages d'expression libre
Pierrette Dupoyet anime régulièrement des stages d'expression libre selon la Méthode Stanislavski fondée sur la mémoire émotionnelle affective et la vérité du ressentir.

## Filmographie

### Cinéma
- 1978 : Anglomania, court métrage de Christian Mesnil
- 1979 : L'appât du gain de Jules Takam[9]
- 1980 : Les Uns et les Autres de Claude Lelouch
- 1981: Faut s'les faire... ces légionnaires ! de Alain Nauroy

### Télévision

#### Série télévisée
- 1981 : Histoires extraordinaires de Claude Chabrol[10]

## Spectacles

### One Woman shows
Depuis plus de 30 ans, Pierrette Dupoyet crée des personnages autour de grandes figures littéraires comme George Sand, Colette, Marguerite Yourcenar, Jean Giono, Arthur Rimbaud, Victor Hugo ou Honoré de Balzac ainsi que sur des thèmes de société (la peine de mort, l'enfance maltraitée, l'exclusion, la psychiatrie, l'erreur judiciaire, les camps de concentration, les violences conjugales, le don d'organes le monde des chiffonniers...)

### Spectacles littéraires
- 1986 : L'Enfer (d'après Dante)
- 1988 : Les vieilles femmes et la mer (Yannis Ritsos)
- 1990 : Côté Rimbaud[11]
- 1991 : Maupassant Récital[12]
- 1992 : Gelsomina (d'après le film La Strada de Federico Fellini)[13]
- 1993 : L'Accompagnatrice (Nina Berberova)
- 1993 : Hé ! toi, Gervaise (d'après L'Assommoir d'Emile Zola)
- 1994 : Giono, mon ami (d'après Colline de Jean Giono)[14]
- 1995 : À ma fille (d'après la correspondance de la Marquise de Sévigné)
- 1996 : Sand, prénommée George ou l'Aurore d'une liberté[15]
- 1998 : Bal chez Balzac[16]
- 2000 : Yourcenar, juste avant l'aube
- 2002 : Le Petit Prince d'Antoine de Saint Exupéry[17]
- 2004 : Colette, la chatoyante[18]
- 2005 : Don Quichotte de midi à minuit[19]
- 2008 : Vian, je t'attends (hommage à Boris Vian)[20]
- 2009 : Cocteau, lettres à une amie chère, ma mère...[21]
- 2010 : L'Étranger d'Albert Camus[22]
- 2019 : Apollinaire, au revoir, adieu...[23]

### Spectacles engagés

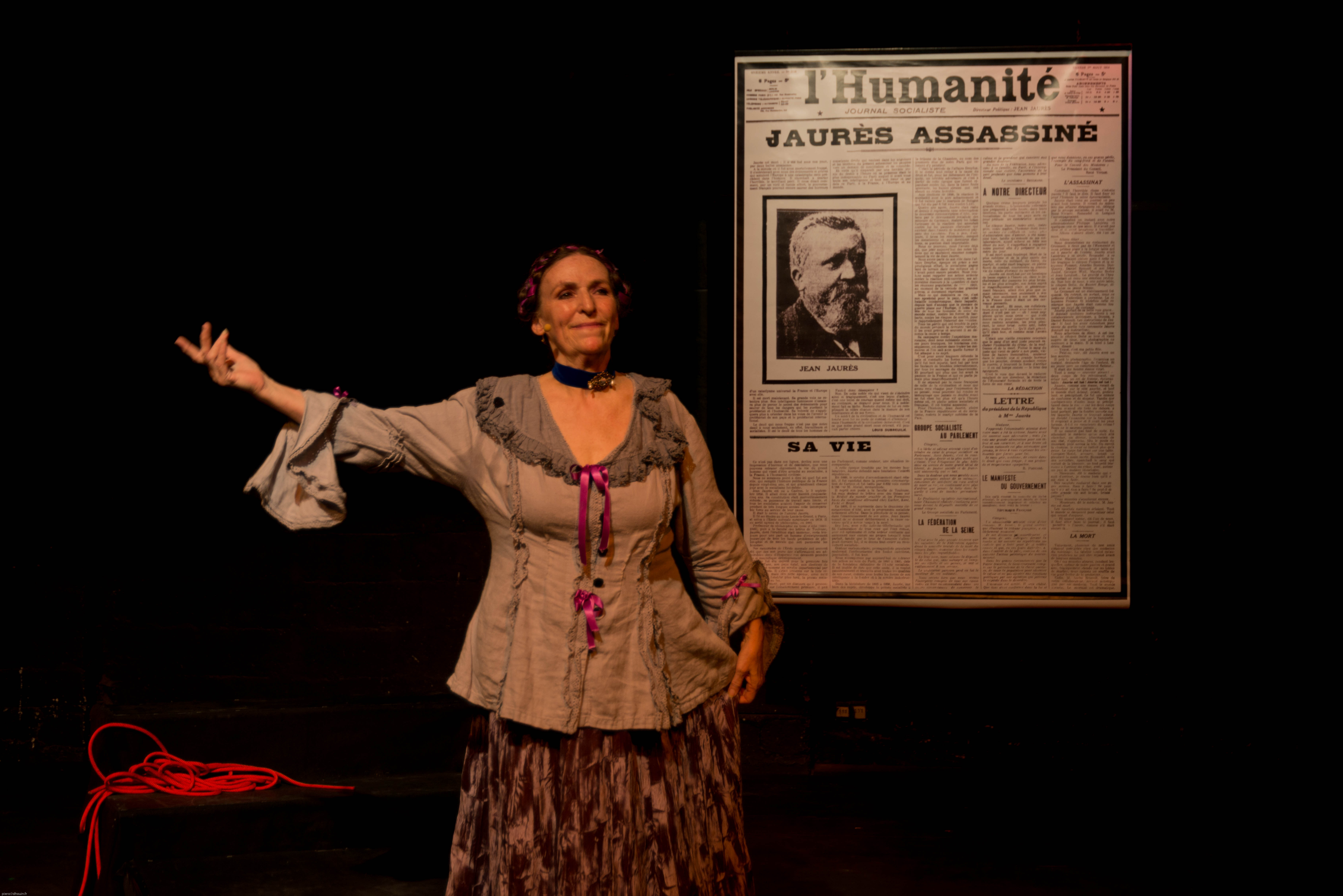
Pierrette Dupoyet pendant une représentation de la pièce : Jaurès, assassiné deux fois !, au festival d'Avignon 2013

- 1984 : Laisse tomber la neige (psychiatrie et prison)[24]
- Lettre d'un pygmée à un bantou de Dominique Ngoïe-Ngalla (néo-colonialisme)
- Toro (Tauromachie vue par l'œil du taureau)
- 1988 : Madame Guillotin (questionnement sur la peine de mort)
- 1994 : Dreyfus, l'Affaire... (l'erreur judiciaire)[25]
- 1997 : L'Amour plus fort que la mort ou une Fleur chez les Chiffonniers… (le combat de Sœur Emmanuelle contre la misère)[26]
- 1998 : Au nom de (l'enfance maltraitée)[27]
- 2000 : Les parias chez Victor Hugo (l'exclusion)[28]
- 2008 : L'orchestre en sursis (orchestre des déportées à Auschwitz)[29]
- 2011 : Brûlez tout ! (le totalitarisme)[30]
- 2013 : Jaurès, assassiné deux fois ![31]
- 2019 : Le don (sur le don d'organes)[32]
- 2021 : Acquittez-la ! (sur les violences faites aux femmes)[33]

### Spectacles bibliographiques
- Léonard de Vinci ou l'éternité d'un génie (Léonard de Vinci, inventeur)[34]
- 2003 : Alexandra David-Néel, pour la vie... (Marcher vers le Tibet !)[35]
- 2006 : Joséphine Baker, un pli pour vous... (Épopée d'une femme hors du commun ayant adopté 12 enfants du monde entier)[36]
- 2007 : Sarah Bernhardt (le mystérieux métier de comédienne, visité de l'intérieur)
- 2014 : Tchaïkovsky, mon fol amour... (mariage malheureux avec Antonina Milioukov)[37]
- 2015 : Marie Curie ou la science faite femme... (trajectoire hors du commun d'une femme nobélisée 2 fois, savante, veuve, mère...)[38]
- 2017 : Jacqueline Auriol ou le ciel interrompu...[39]
- 2023: Louis Braille, au-delà des yeux clos

### Festival d'Avignon
Pierrette Dupoyet joue pour la première fois au Festival off d'Avignon en 1978. Pierrette Dupoyet y reviendra 5 ans plus tard et tous les ans depuis.
En 2023, elle fête ses 40 ans de présence au Festival,.
En juillet 2012, elle célèbre ses 30 ans de Festival, avec 3 spectacles-fétiches au programme du off :
- L'Orchestre en sursis,
- Laisse tomber la neige,
- Les parias chez Victor Hugo[42]

En 2014, elle est lauréate des Éditions du off dans la catégorie seule en scène pour Tchaïkovsky, mon fol amour.

### Festivals à l'étranger
La comédienne a beaucoup voyagé et a représenté la France en Égypte au Festival Expérimental du Caire. Elle a aussi participé, grâce au théâtre du Béguin, à de nombreux festivals internationaux, notamment :
- en Norvège, Festspillene de Bergen[44],
- en Serbie, Brams de Belgrade[45],
- en Tunisie, Festival d'été de Hammamet[46],
- en Belgique, Festival du jeune Théâtre de Liège[47]

## Publications

### Textes théâtraux
- Laisse tomber la neige (1984) Édition Jean-Claude Bernard (ré-édition en 2012 Éditions La Traverse)
- Chutt ! (1986) Édition Actes Sud
- L'enfer (1987) Édition Actes Sud (réédition aux Éditions La Traverse)
- Madame Guillotin (1989) Édition Actes Sud (réédition aux Éditions La Traverse)
- Côté Rimbaud (1990) Édition Actes Sud (réédition aux Éditions La Traverse)
- Gelsomina (1992) Édition Actes Sud (réédition aux Éditions La Traverse)
- Dreyfus, l'Affaire (1994) Édition Jean-Claude Bernard (réédition aux Éditions La Traverse)
- Sand, prénommée George (1995) Édition Jean-Claude Bernard (réédition aux Éditions La Traverse)
- Hé, toi, Gervaise ! (1996) Éditions La Traverse
- À ma Fille (1996) Éditions La Traverse
- Il est bien tard, Monsieur Lautrec (1996) Éditions La Traverse
- Sand, prénommée George ou l'Aurore d'une liberté (1997) Édition Jean-Claude Bernard
- Au nom de (1999) Éditions La Traverse
- L'Amour plus fort que la mort (1999) Éditions La Traverse
- Les parias chez Hugo (2001) Éditions La Traverse
- Yourcenar, juste avant l'aube (2001) Éditions La Traverse
- Sarah Bernhardt (2008) Éditions La Traverse
- Joséphine Baker, un pli pour vous (2008) Éditions La Traverse
- Colette, la chatoyante (parution à compte d'auteur)
- Don Quichotte de midi à minuit (parution à compte d'auteur)
- Jaurès, assassiné 2 fois ! (2014) (parution à compte d'auteur)
- L'orchestre en sursis (2014) (parution à compte d'auteur)
- Tchaïkovsky, mon fol amour (Éditions Art et Comédie, collection Lauréats des éditions du OFF), Lauréat 2014 "seul en scène"
- Alexandra David-Néel (Éditions Art et Comédie, collection Lauréats des éditions du OFF)
- Acquittez-la ! (Editions L'Harmattan)
- Louis Braille, au-delà des yeux clos  (Editions L'Harmattan)

### Autres ouvrages
- Une voix dans les murs (2004) Éditions La Traverse, récit de 8 représentations en milieu carcéral
- Au Fil d'Elles (parution à compte d'auteur, coécrit avec Morgane D. Léautier)
- Au Fil d'Eux (parution à compte d'auteur, coécrit avec Morgane D. Léautier)
- 30 ans au cœur du Festival d'Avignon (2014) Edition voluprint